# زبان‌شناسی فرگشتی
زبان‌شناسی فرگشتی (انگلیسی: Evolutionary linguistics) یا زبان‌شناسی داروینی (انگلیسی: Darwinian linguistics) رویکردی زیست‌جامعه‌شناسانه در بررسی زبان دارد. زبان‌شناسان فرگشتی زبان‌شناسی را زیرشاخه‌ای از زیست‌شناسی فرگشتی و روان‌شناسی فرگشتی درنظر می‌گیرند. این رویکرد همچنین ارتباط نزدیکی با انسان‌شناسی فرگشتی، زبان‌شناسی شناختی و زبان‌شناسی زیستی دارد. زبان‌شناسی فرگشتی که زبان‌ها را به‌عنوان حاصلی از سرشت بررسی می‌کند، گرایش به منشا و شکوفایی زیستی زبان دارد. زبان‌شناسی فرگشتی در تضاد با رویکردهای انسان‌گرایانه، به‌خصوص زبان‌شناسی ساخت‌گرا است.